# 拉杰马哈尔
拉杰马哈尔（Rajmahal），是印度贾坎德邦Sahibganj县的一个城镇。总人口17974（2001年）。

## 人口
该地2001年总人口17974人，其中男性9400人，女性8574人；0—6岁人口3381人，其中男1703人，女1678人；识字率47.53%，其中男性为55.17%，女性为39.15%。